# Gianello Torriani

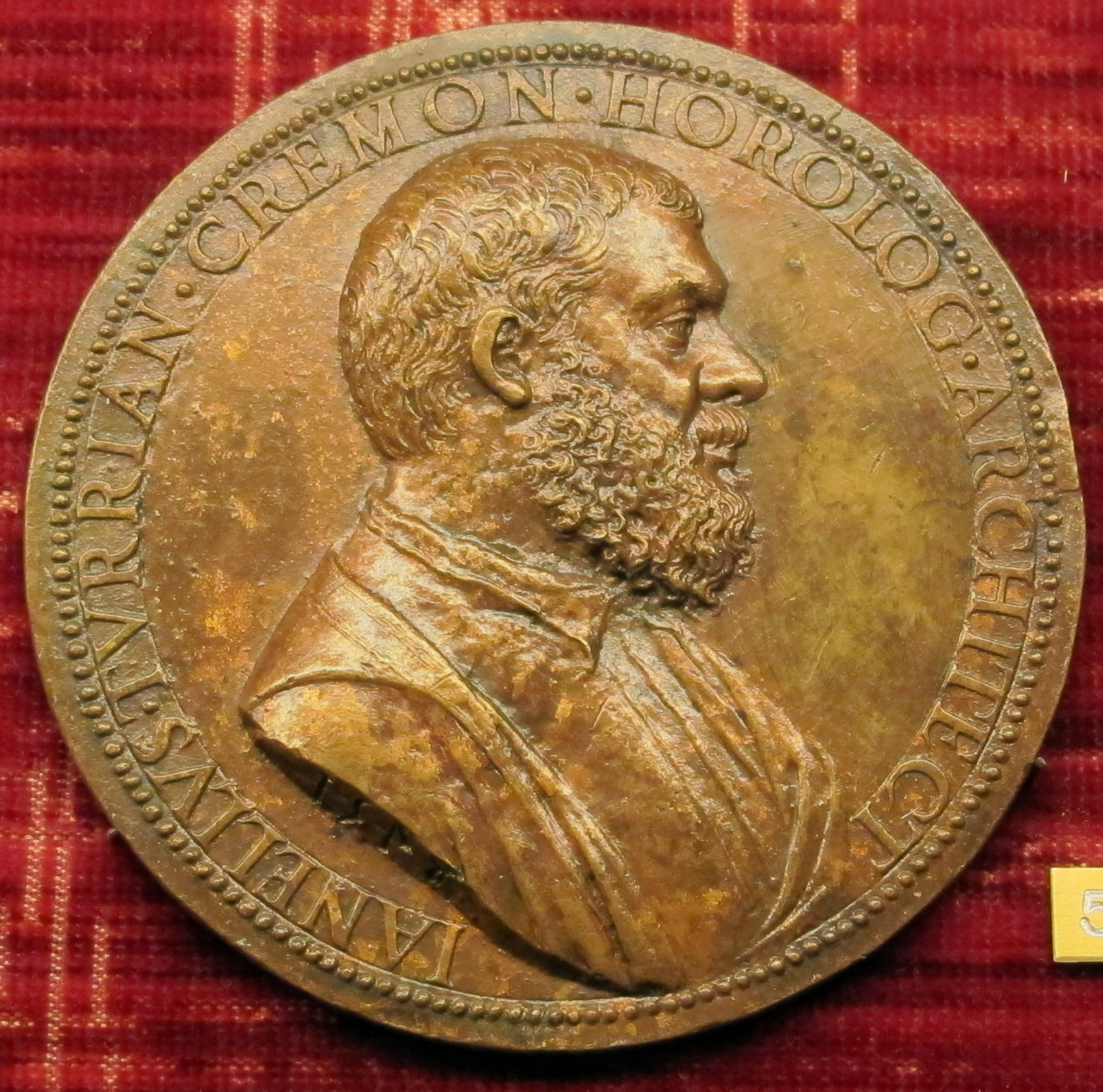
Jacopo da Trezzo, medaglia di Gianello della Torre, 1548

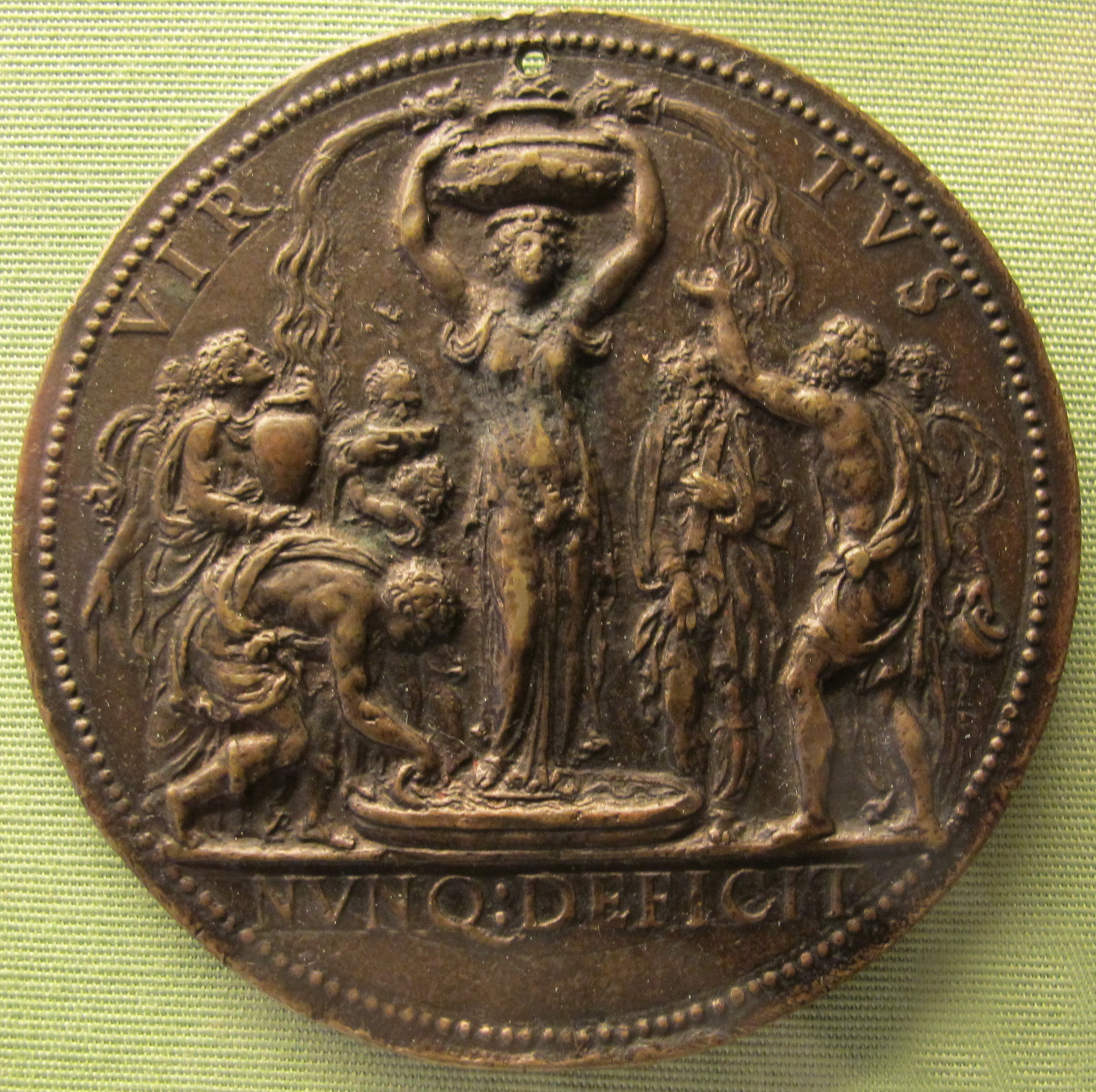
Jacopo da Trezzo, medaglia di Gianello della Torre, verso con allegoria della Virtù, 1550 circa

Janello Torriani, noto anche come Juanelo Turriano o Gianello Torriani o Torresani (Cremona, 1500 circa – Toledo, 13 giugno 1585), è stato un orologiaio, matematico e inventore italiano naturalizzato spagnolo.

## Biografia

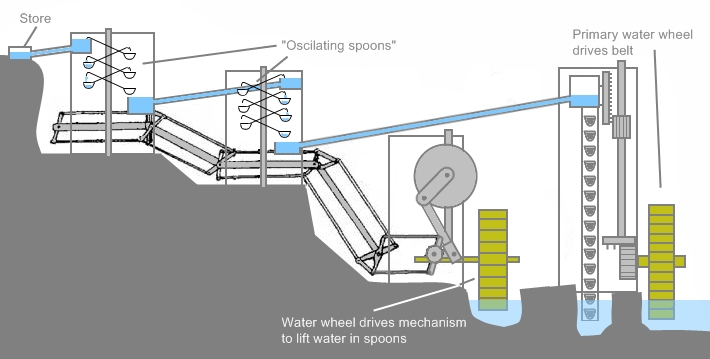
Schema de el artificio de Juanelo

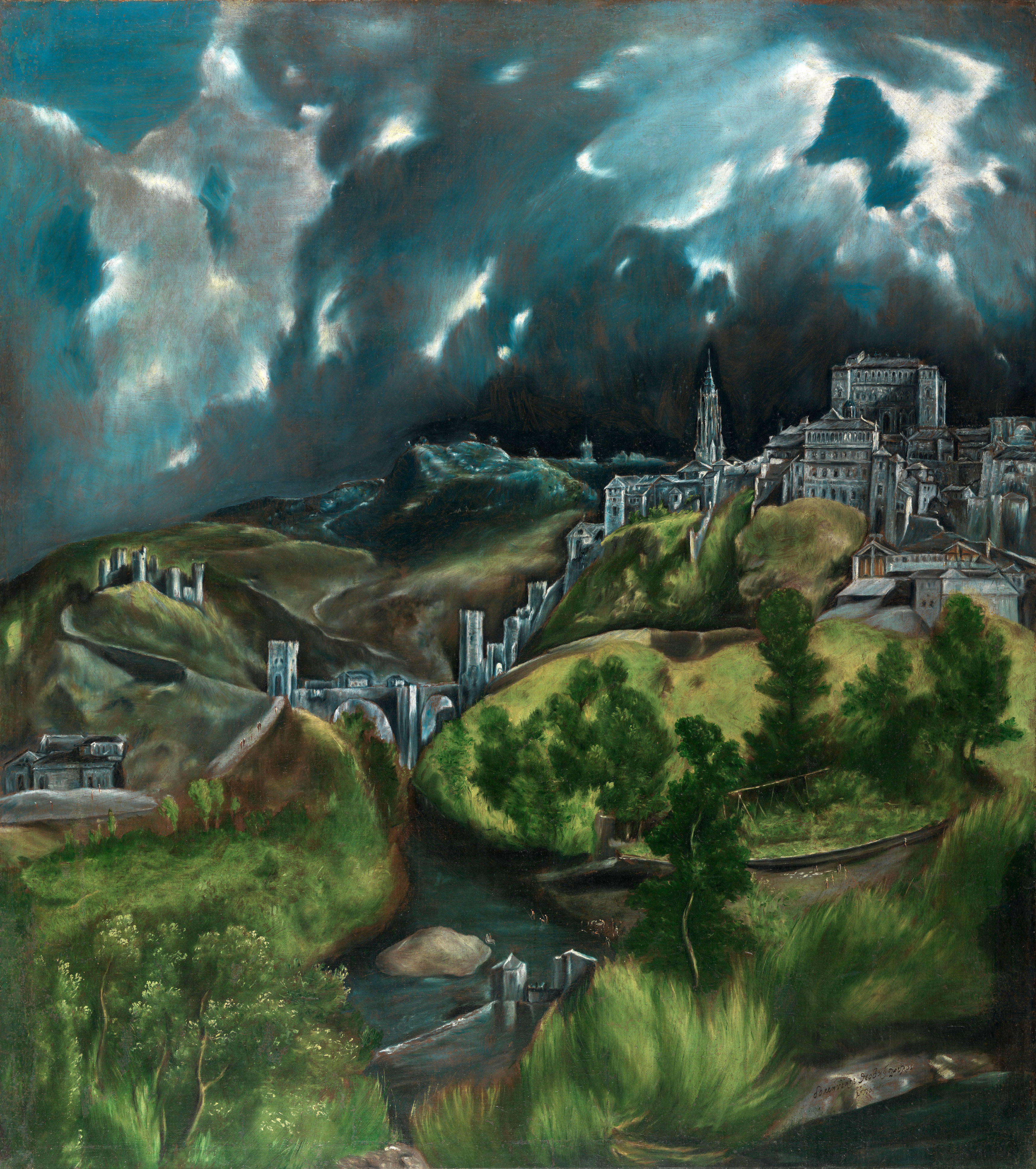
El Greco: Toledo con el artificio de Juanelo. L'Alcázar è l'edificio più in alto

Non è noto con precisione l'anno di nascita di Janello Torriani. Fabbro e maestro orologiaio, venne in contatto con l'imperatore Carlo V attorno al 1545. Carlo V, che alla morte dell'ultimo Sforza era entrato in possesso del Ducato di Milano, cercava infatti un provetto orologiaio che riparasse l'astrario di Giovanni Dondi dall'Orologio. Poiché l'astrario di Dondi era danneggiato, il Torriani, su richiesta dell'imperatore, costruì un nuovo orologio planetario costituito da circa 1800 ruote dentate, il quale richiese oltre venti anni per la progettazione e tre per la costruzione. Tale rapidità di esecuzione fu possibile grazie all'invenzione, da parte di Janello, della prima macchina utensile conosciuta per il taglio degli ingranaggi. Grazie a questa macchina, Janello riuscì a velocizzare, uniformare e miniaturizzare gli ingranaggi.
Il nuovo automa planetario, conosciuto con il nome di Microcosmo, Cielo di Cesare, o semplicemente Reloj Grande del Emperador, fu il primo orologio planetario trasportabile, dato che era attivato da molle e non da pesi, come accadeva in precedenza per meccanismi di tale complessità. Il Microcosmo, il cui diametro era di circa 60 cm, aveva una base ottagonale. Ogni faccia mostrava la posizione nello zodiaco di ognuna delle stelle mobili (Sole, Luna, Marte, Mercurio, Giove, Venere e Saturno), oltre al movimento delle stelle fisse, alla precessione degli equinozi, alle variazioni della lunghezza delle giornate nelle stagioni, e al calendario. Questo mirabile congegno d'ottone dorato, era coronato da una sfera celeste di cristallo di rocca, probabilmente intagliata da Jacopo da Trezzo, la quale conteneva una sfera terracquea in carta, opera di Gerhard Mercator. L'imperatore ordinò poi che sulla cassa vi fosse aggiunto un ritratto di Janello. Carlo V premiò Janello con un vitalizio di 100 scudi d'oro (poi raddoppiato e reso ereditario da Filippo II di Spagna) e lo volle presso di se a corte a Bruxelles. Janello fu poi convinto a spostarsi in Spagna al seguito di Carlo V dopo l'abdicazione di questi.
Per Carlo V, malato di gotta, Janello aveva anche progettato e costruito una lettiga a sospensione cardanica (si chiama oggi cardanica perché Girolamo Cardano, che aveva attribuito nelle prime due edizioni del De subtilitate l'invenzione di questa sospensione ad armille a Janello, nella terza ed ultima edizione ne eliminò il nome). Carlo V passò nel palazzetto presso il Monastero di Yuste, gli ultimi due anni di vita. Ogni mattina Carlo passava del tempo con Janello e con i suoi automi planetari che probabilmente gli servivano per calcolare le ore astrologiche più propizie alle proprie cure. Morto l'imperatore, il figlio Filippo II lo assunse presso la sua corte raddoppiandogli tutte le entrate.
In Spagna Torriani svolse molte attività, oltre alla costruzione di un secondo orologio planetario, detto il Cristallino, che aveva la cassa in cristallo di rocca. Costruì fra l'altro automi meccanici per cui fu paragonato dai contemporanei ad Archimede; fu consulente di papa Gregorio XIII per la riforma del calendario; soprattutto fu l'autore dell'Artificio di Toledo, detto anche "el Artificio de Juanelo" a Toledo, un complesso sistema meccanico che sollevava con regolarità l'acqua del fiume Tago fino alla fortezza dell'Alcázar, nella parte più alta della città. Si trattava di un sistema di torri oscillanti che copriva una distanza di 300 metri su un dislivello di quasi 100. 

## Opere
- Pompeo Leoni (attr.), Busto di Janello Torriani posto, lui ancora in vita, nell'edificio dell'Ingegno dell'Acqua di Toledo. Oggi nel Museo de Santa Cruz, Toledo. Juanelo Turriano, Breve discurso a su majestad el Rey Católico en torno a la reducción del año y reforma del calendario : con la explicación de los instrumentos inventados para enseñar su uso en la práctica, con una introducción de José A. García-Diego y un análisis del códice por José María González Aboín, así como el manuscrito inédito, en su idioma original y traducción al castellano, Madrid, Fundación Juanelo Turriano : Castalia, stampa 1990.

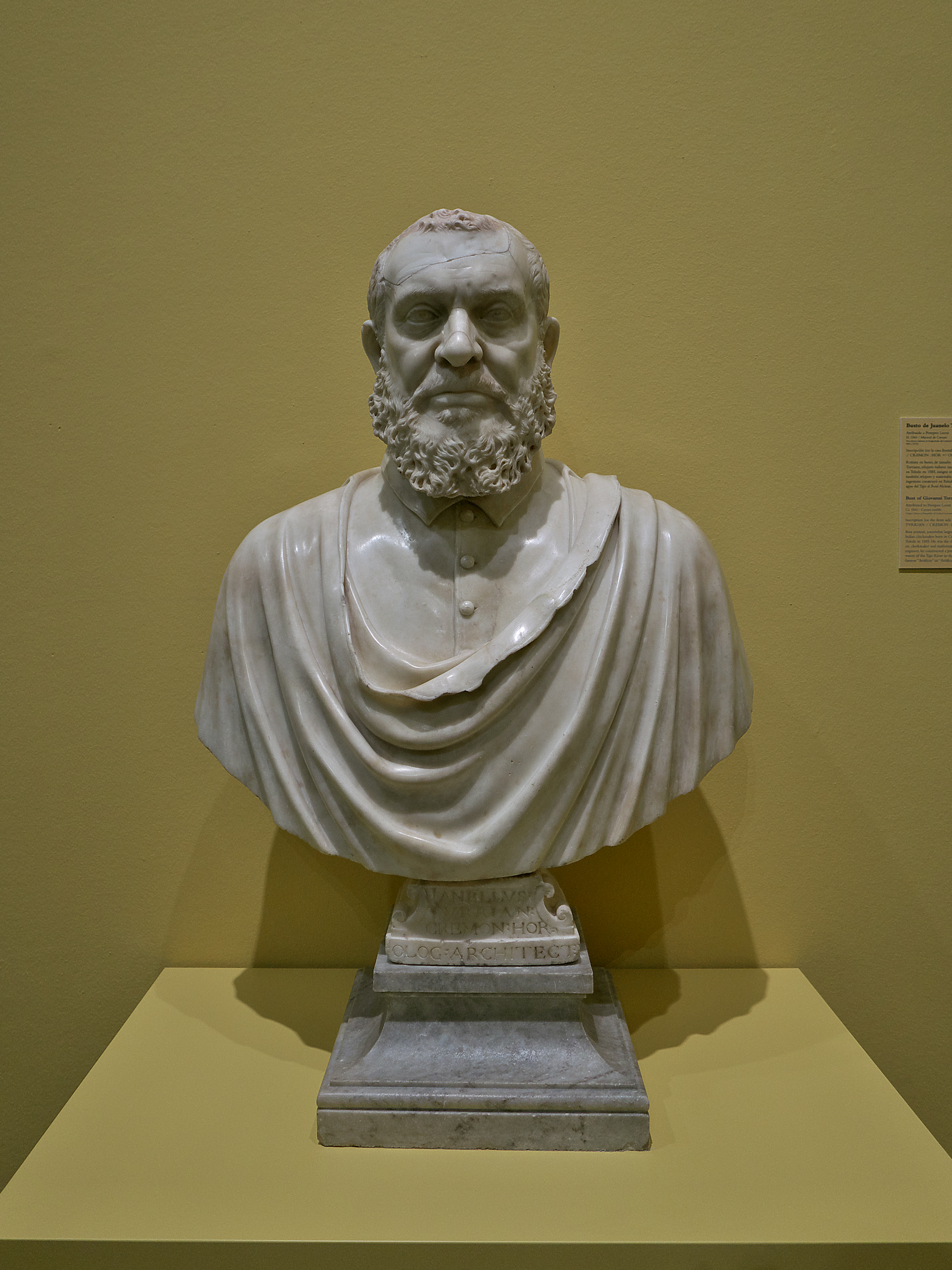
Pompeo Leoni (attr.), Busto di Janello Torriani posto, lui ancora in vita, nell'edificio dell'Ingegno dell'Acqua di Toledo. Oggi nel Museo de Santa Cruz, Toledo.

- (EN) Juanelo Turriano, The twenty-one books of engineering and machines of Juanelo Turriano : a translation of the manuscript in the Biblioteca nacional, Madrid (Los veintiún libros de los ingenios y máquinas de Juanelo Turriano : transcripción del manuscrito), a cura di Alexander Keller, con prólogo de Pedro Laín Entralgo y reflexiones de José Antonio García Diego, Madrid, Fundación Juanelo Turriano : Doce calles, 1996-1998.